# Nana Mouskouri
Nana Mouskouri (in greco Νάνα Μούσχουρη?, IPA: [ˈnana ˈmusxuri]), pseudonimo di Iōánna Moúschourī (in greco Ιωάννα Μούσχουρη, IPA: [ioˈana ˈmusxuri]; La Canea, 13 ottobre 1934) è una cantante e politica greca.
Gli oltre 150 milioni di copie vendute nella sua carriera fanno di lei una delle interpreti con più dischi venduti di tutti i tempi. Questo successo è stato raggiunto anche perché la Mouskouri ha inciso molte sue canzoni in più lingue, tra cui greco, francese, inglese, spagnolo, italiano, tedesco e portoghese.

## Biografia
Nana Mouskouri nasce alla Canea, nell'isola di Creta, il 13 ottobre 1934. La sua famiglia viveva alla Canea, dove suo padre, Konstantinos, lavorava come proiezionista cinematografico in un cinema locale; sua madre, Alice, lavorava nello stesso cinema come usciera. Quando Mouskouri aveva tre anni. Più tardi la sua famiglia si trasferirà ad Atene.
La famiglia di Mouskouri mandò lei e sua sorella maggiore Eugenía (Jenny) al Conservatorio di Atene. Sebbene Mouskouri avesse mostrato un talento musicale eccezionale dall'età di sei anni, Jenny inizialmente sembrava essere la sorella più dotata. Non potendo sostenere finanziariamente gli studi di entrambe le ragazze, i genitori chiesero al loro tutor quale dovesse continuare. La sorella ha ammesso che Jenny aveva la voce migliore, ma Nana era quella con il vero bisogno interiore di cantare. Mouskouri ha detto che una visita medica ha rivelato che ha solo una corda vocale funzionante e questo potrebbe ben spiegare la sua straordinaria voce di canto (nei suoi anni più giovani, da un contralto cupo e cupo, che in seguito lasciò cadere, a una coloratura squillante mezzo), al contrario della sua voce roca e ansimante.
La prima infanzia di Mouskouri fu segnata dall'occupazione nazista tedesca della Grecia. Suo padre divenne parte del movimento di resistenza antinazista ad Atene. Mouskouri ha iniziato a prendere lezioni di canto all'età di 12 anni. Da bambina ascoltava le trasmissioni radiofoniche di cantanti tra cui Frank Sinatra, Ella Fitzgerald, Billie Holiday ed Édith Piaf.
Nel 1950 entra al Conservatorio di Atene dove studia per sei anni canto, piano e armonia. Nel 1956 debutta in una trasmissione di Radio Atene. Nel 1957, scoperta a cantare di notte con un gruppo jazz, viene espulsa dal conservatorio dove studiava, lo stesso che pochi anni prima aveva formato la Callas. Nel 1959 si rivela al grande pubblico vincendo il primo premio in un festival canoro con Κάπου υπάρχει η αγάπη μου di Manos Hadjidakis.
Nel 1960 partecipa al Festival della Canzone Mediterranea di Barcellona e nel 1961 ritira a Berlino un premio al FilmFest per la sua partecipazione, come commentatrice e come cantante di ben cinque motivi, al documentario tedesco intitolato Grecia, terra dei sogni. 
Uno dei cinque brani è Weiße Rosen aus Athen, che raggiunge la prima posizione in Germania per dieci settimane e vende solo in Germania ben un milione di copie, la canzone diviene un successo internazionale ed è tradotta in diverse lingue. 
In Italia esce per la casa discografica Fontana con il titolo Rosa d'Atene, facciata 1 del 45 giri è La notte non lo sa (À force de prier) di Alberto Testa - Bernard.
Sempre nel 1961 in Germania il singolo Ich schau den weißen Wolken nach (vedo le bianche nuvole) raggiunge la prima posizione per sette settimane.

### Carriera
Nel 1962 la sua casa discografica decide di tentare il suo lancio nel mercato d'oltreoceano. Un costante e attento training sotto la supervisione del produttore Quincy Jones e del suo collaboratore Phil Ramone le consente di limare i difetti di pronuncia dell'inglese e di affrontare il difficile mercato statunitense cantando senza sfigurare dodici classici del Great American Songbook. L'album esce negli Stati Uniti d'America con il titolo The Girl from Greece Sings, e nel resto del mondo come Nana Mouskouri in New York.
Nel 1963 viene designata dal Lussemburgo per partecipare all'Eurovision Song Contest sotto i colori della sua bandiera con À Force de Prier (in italiano La notte non lo sa), quindi pubblica l'album in inglese Nana Sings (1965) e quello in francese Le Jour où la Colombe (1967).
Da allora si sono susseguiti numerosissimi album e singoli interpretati in quindici lingue diverse, con un repertorio che spazia dal folklore greco alla canzone francese d'autore, dalla lounge music alla musica sacra, dagli standard statunitensi alla bossa nova, fino agli standards di George Gershwin e Cole Porter interpretati con insospettabile senso dello swing.
Nana Mouskouri si è esibita con successo in ogni continente e in circa 50 anni di carriera non ha mai voluto distaccarsi da una immagine sempre uguale a se stessa, mostrandosi in pubblico con un inconfondibile paio di occhiali, depositati come marchio registrato.
Ha venduto ben oltre 200 milioni di dischi in tutto il mondo, registrando più di 1500 canzoni. Ha più di 300 album d'oro e di platino. In Francia, dopo Dalida, è tra le artiste più vendute. Le sue canzoni sono per lo più conosciute per la malinconia, la nostalgia e le sentimentali riflessioni sull'amore, per le quali la sua voce cristallina, leggera e luminosa è particolarmente adatta. In effetti Mouskouri ha una asimmetria congenita alle corde vocali che non le permette di usarle contemporaneamente e canta con incredibile estensione acuta proprio perché usa solo una corda vocale. Si è dibattuto da sempre sulla reale natura della voce di Mouskouri: forse è un soprano con notevole capacità nelle emissioni dei toni oppure è un mezzosoprano dalla facile vocalizzazione acuta e sopracuta? I più esperti del settore hanno sostenuto che fosse un mezzosoprano dalla drammatica coloratura, dalla elevata applicazione e dalla ragguardevole estensione acuta.
Nell'ottobre del 1993 è stata nominata ambasciatrice benemerita dell'UNICEF. Dal 1994 al 1999 ha rappresentato la Grecia nel Parlamento Europeo in forza a Nuova Democrazia. Attualmente vive in Svizzera col suo secondo marito André Chapelle e arriva a sostenere tuttora circa 100 concerti all'anno. Nel 2004 la sua casa discografica francese ha messo in commercio un box set senza precedenti di 34 CD con 675 canzoni, per lo più in francese.

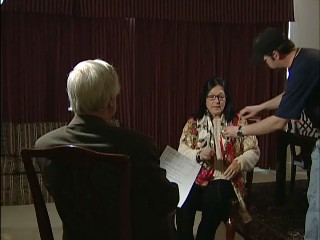
Nana Mouskouri durante un'intervista negli anni 2000

Per il 2005 e il 2006 ha progettato un tour mondiale di congedo (Farewell World Tour).

## Vita privata
Mouskouri è stata sposata due volte: la prima a 25 anni con Yorgos (George) Petsilas, un chitarrista della sua band di supporto (il trio "The Athenians") e il primo uomo che aveva baciato. Hanno avuto due figli (Nicolas Petsilas nel 1968 e Hélène (Lénou) Petsilas (cantante) nel 1970) ma divorziarono nel 1973, quando Mouskouri aveva 39 anni. Non molto tempo dopo iniziò una relazione con il suo produttore discografico André Chapelle, ma allora non si sono sposati perché "non voleva portare un altro padre in famiglia" e il divorzio era contrario alla sua educazione conservatrice. Alla fine si sono sposati il 13 gennaio 2003 e vivono principalmente in Svizzera.

## Discografia parziale

### Album per il mercato italiano
- 1962 - Nana Mouskouri In New York (Fontana – 680 223 TL)
- 1966 - In Italia (Fontana – ML680271, ristampato nel 1973 con il titolo Nana Mouskouri In Italia, Serie Fontana Special 6444 082 e nel 1995 in CD con il titolo Nana Mouskouri su etichetta Joker La Canzone – CD 10128)
- 1971 - Comme un soleil (Fontana – 6325 301)
- 1987 - Con tutto il cuore (Philips – 832 935-1) - doppia raccolta in vinile
- 1990 - Gospel (Polygram – 848108-1)
- 1994 - Il meglio (D.V. More Record – CD DV 5784) - raccolta in CD ed MC

### Album per il mercato internazionale
- Weiße Rosen aus Athen (1961) Fontana - prima posizione in Germania Ovest
- Ich schau den weißen Wolken nach (1961) Fontana - prima posizione in Germania Ovest
- Einmal weht der Südwind wieder (1961) Fontana - prima posizione in Germania Ovest
- The Girl From Greece Sings (1962)
- Am Horizont irgendwo (1962) Fontana - quarta posizione in Germania Ovest
- Rote Korallen (1963) Fontana - sesta posizione in Germania Ovest
- Nana Sings (1965)
- An Evening with Belafonte/Mouskouri (1966)
- Le jour où la colombe (1967)
- Over and Over (1969)
- Comme un soleil
- Une voix qui vient du cœur
- Vielles chansons de France
- Quand tu chantes
- Σπίτι μου, σπιτάκι μου (1972)
- The Three Bells (1974) settima posizione nei Paesi Bassi
- Nana's Book Of Songs (1974) terza posizione nei Paesi Bassi
- Sieben schwarze Rosen (1975)
- Book of Songs
- Roses and Sunshine (1979)
- Je chante avec toi, liberté (1981)
- Alles Liebe... (1981) Philips - seconda posizione in Germania Ovest rimanendo per 16 settimane in classifica e seconda anche in Austria
- Αθήνα (1984)
- Only Love (1986) - prima posizione nei Paesi Bassi per 5 settimane e nelle Fiandre in Belgio per sette settimane, seconda nella Official Singles Chart e quarta in Svezia
- The Classical Nana (1988)
- Gospel (1990)
- Only Love: The Best of Nana Mouskouri (1991)
- Côté cœur (1992)
- Nur ein Lied (1995)
- The Great Movie Themes (1999)
- The Christmas Album (2000)
- Fille de soleil (2003)
- Ich hab' geweint, ich hab' gelacht (2004)